# Борщаговка
Борщаго́вка (укр. Борщагі́вка) — историческая местность на западной окраине Киева.

## История
История Борщаговки и самих сел которые тут находились очень многогранна и походит от того времени когда не было ни переписей населения ни официальных названий. 
В 1200‑х годах на территории современного жилого массива находились несколько поселений, которые, на тот момент, были достаточно далеко от Киева. Согласно летописям, на этой территории проходило несколько пограничных сражений.
Здесь были расположены пять поселений, принадлежавших киевским монастырям — Братскому, Михайловскому и Софийскому. Борщаговками в конце XVII века в Киевской митрополии называли местности, выделяемые монастырям «на борщи», то есть поля и огородные хозяйства. Возможно также, что название связано с протекавшей здесь рекой Борщаговка (другое название — Нивка). Ранее по этой местности также протекала река Борщаговка. Вообще вся эта территория была покрыта сетью рек и озер. В их окрестностях находилось несколько сел, принадлежащих монастырям. Также здесь обнаружили несколько кладов 15–17 века, которые были спрятаны богатыми селянами и монахами.  В 1787 году в Борщаговках насчитывалось 558 жителей, в 1887 году — 3357, в 1917 году — около шести тысяч. В 1770 году Братская Борщаговка получила статус села, в связи с постройкой деревянной церкви (не сохранилась). Остальные Борщаговки имели статус деревень. Самые древние улицы — Трублаини и 9 мая прослеживаются в первоначальном виде что сейчас, что на карте 1841 года В 1905 году многие местные жители принимали участие в революционных событиях. А в 1912 году жители Борщаговки отказались платить нововведенный большой налог, что закончилось вооруженным столкновением с городскими властями. В 1925 году в Борщаговках насчитывалось 1364 хозяйства и 6419 жителей. Среди старых домов можно узнать старый многоквартирный дом состоящий из двух этажей и вероятно построенный в 1950-тые года
В 1966–1977 годах на месте Никольской Борщаговки велось строительство одноимённого жилого массива; в 1971 году она была включена в черту города Киева. В 1980‑х годах на месте Братской Борщаговки началось строительство жилого массива Южноборщаговский. Территории Братской и Михайловской Борщаговок были присоединены к Киеву ранее. В 1978 году Никольскую Борщаговку с центром связала линия скоростного трамвая, позже линия была продлена на Южную Борщаговку, до улицы Булгакова.
В настоящее время Петропавловская и Софийская Борщаговки — села Киево-Святошинского района Киевской области; Никольская Борщаговка — жилой массив; на территории Братской и Михайловской Борщаговок ещё частично сохранился частный сектор, который продолжает сноситься и застраиваться высотными жилыми домами — ведётся расширение Южноборщаговского массива, а также промышленными объектами (Михайловская Борщаговка, возле станции Киев-Волынский).

### Братская Борщаговка
Историческая местность в Святошинском районе города Киева, бывшее село. 
Расположена вдоль улиц Трублаини, Якова Качуры, конечной части улицы Симиренко. На севере граничит с массивом Южная Борщаговка, примыкает к местности Михайловская Борщаговка. 
Местность известна с XVII столетия (приблизительно с 1633 года), когда эта территория была отдана в вечное владение Братскому монастырю на Подоле (откуда и произошло название — Братская Борщаговка). В середине XVIII столетия в селе проживало менее 60 человек, в 1866 году — уже 299. В 1866—1872 годах строится новый каменный храм (до этого времени все церкви были деревянными), который очень пострадал в советское время, однако сохранился и был отреставрирован в 1996—2002 годах. Теперь это Храм Живоносного Источника. Название храма также напоминает о древнемколодце, который существовал на Братской Борщаговке с незапамятных времён. С 1971 года Братская Борщаговка — в составе Киева. Село частично снесено в конце 1970-х годов, его северная часть ныне входит в состав жилого массива Южная Борщаговка. Южная же часть Братской Борщаговки сохранилась до сих пор как район частной застройки. На ней так же существовали пару углов, Макаюды, Гайок, Булгары. Полностью исчезли — Слободянюки, Стецюри, Кумпанцы
Так же о названиях углов и их похождении:
- «Макаюды» от древней фамилии Макаюда
- «Булгары» от семей турецких болгар которые переехали сюда во второй половине 19 века. Сейчас находится на отшибе села Софиевская Борщаговка
- «Слободянюки» от фамилий жителей
- «Стецюри» так же от фамилий первых жильцов, Стецюра
- «Кумпанцы» угол известен с конца 18 столетия как район улицы что вела от тогдашней парафиальной школы до кладбища, первый поселенец человек с именем Степан Кумпанец что написано в метрических книгах

### Михайловская Борщаговка
Известно, что между 1108 и 1113 годами эти земли были подарены Михайловскому Златоверхому монастырю её церковным старостой — киевским князем Святополком-Михаилом (внуком Ярослава Мудрого). 
Местность простирается вдоль улиц Качуры, Трублаини, Девятого Мая. Так же на её территории расположенно немного углов, Долина, Какуны, Черепки, Вербы, Зализяка, Чевалаки. Исчезнувшие — Рынва, Мулы.
Немного о углах и их названии:
- «Долина» считалась Центральной частью бывшего села.
- «Чевалаки» само название пошло от давней фамилии или названия рода
- «Зализяка» получила название из за железной дороги что проходит недалеко
- «Черепки» самый древний и старый угол села
- «Какуны» от давней фамилии Какун
- «Рынва» от названия одноименного пруда который находился рядом

### Софиевская Борщаговка
Село за Киевом.
Граничит с Киевом по улице Большой Окружной, на севере примыкает к Петропавловской Борщаговке, на юге — к городу Вишнёвое. 
Ближайшая железнодорожная станция — Жуляны. 
Через село протекает речка Нивка. 
Село основано в 1497 году. Известно с XVI века как владение Софийского монастыря, в XVII—XVIII веках фигурировало как Мильковщина и Праведницкая земля. С 1937 г. — в составе Киево-Святошинского района. 
День села — 9 мая.

### Никольская Борщаговка
Известно, что Великий литовский князь Александр в 1497 году дал грамоту киевскому Никольскому монастырю. Границы жилого поселения практически совпадают с современным жилым массивом Южная Борщаговка.
На лугах рядом с Южной Борщаговкой в 1967—1988 годах построен жилой массив Никольская Борщаговка. Сама часть малоэтажной застройки осталась на мелкой улице отходящей от проспекта Академика Королева, улица Пришвина название исторической местности — Приходьки, среди исторических местностей полностью вымерли — Багалеевщина, Тодоровщина, Глинище, Стрельбище, Угол, Выгон. Последняя местность находилась на самом отшибе села Никольская Борщаговка и имела важное значение Лаврентий Похилевич в 1864 году пишет «В сёлах во времена царствования Екатерины II поселилось несколько семей болгар вышедших из Турции нынешние потомки их в четвёртом колене смешавшись с коренными жителями уже почти забыли свой отечественный язык и лишь некоторыми телесными особенностями и душевными качествами напоминают о южном происхождении своём»
Так же о названиях углов и их похождении:
- «Приходьки» от давней фамилии Приходько
- «Багалеевщина (или Быщев)»
- «Тодоровщина» от древней фамилии Тодоренко, известна как самая старая часть бывшего села Никольской Борщаговки
- «Глинще» походит от карьера добычи стройматериалов что там располагался
- «Стрельбище» от узбища с насыпанным редутом где 1819 года проходили манёвры и обучения стрельбы военных на которых присутствовал император Александр I
- «Угол» от того что это был перекрёсток сразу 5 бывших улиц
- «Выгон» из за того что там пасли коров

### Петропавловская Борщаговка
По переписи 2001 года население составляло 6125 человек. Занимает площадь 25,03 км². Через село протекает речка Нивка.
Первое упоминание Петропавловской Борщаговки относится к началу XVIII века. В 1828—1923 годах село было центром Петропавловско-Борщаговской волости Киевского уезда, а в 1937 году вошло в состав Киево-Святошинского района.